# Mérida, Mexiko
Mérida är en stad och kommun i östra Mexiko och är den administrativa huvudorten för delstaten Yucatán. Staden grundades av spanjorer år 1542 på den plats där mayastaden T'ho (eller Ichcaanzihó) var belägen, och uppkallades efter staden Mérida i Spanien. Staden ligger på den nordvästra delen av Yucatánhalvön och är belägen nära mittpunkten av Chicxulubkratern, som är en rest av ett 65 miljoner år gammalt meteoritnedslag.
Mellan 1841 och 1848 var Mérida huvudstad för den kortlivade självständiga Republiken Yucatán.

## Kommun och storstadsområde
Méridas centralort hade en folkmängd av 777 615 invånare vid folkräkningen 2010. Hela kommunen hade 830 732 invånare vid samma tidpunkt, och omfattar ytterligare några orter, varav de största är (med invånarantal 2010) Caucel (6 988), Cholul (5 880) och Komchén (4 259).
Storstadsområdet, Zona Metropolitana de Mérida, hade totalt 973 046 invånare 2010 på en yta av 1 528 km². Området består av de fem kommunerna Mérida, Conkal, Kanasín, Ucú och Umán.